# ولمز
ولمز (به فرانسوی: Vellemoz) یک کمون در فرانسه است که در Canton of Gy واقع شده‌است.

## خصوصیات
ولمز ۴٫۲۰ کیلومترمربع مساحت و ۹۳ نفر جمعیت دارد.